# 41. ročník People's Choice Awards
41. ročník People's Choice Awards se konal dne 7. ledna 2015 v Nokia Theatre v Los Angeles. Předávání cen moderovaly Anna Faris a Allison Janney a bylo vysíláno na americkém televizním kanálu CBS. Nominace byly oznámeny 4. listopadu 2014.

## Účinkující
- Lady Antebellum – „Freestyle"
- Fall Out Boy – „Centuries"
- Iggy Azalea – „Beg for It"

## Uvádějící
- Kaley Cuoco-Sweeting
- Josh Gad
- Kevin Hart
- Dax Shepard
- Anthony Anderson
- Olivia Munn
- Monica Potter
- Katharine McPhee
- The Band Perry
- Ellen DeGeneres
- Beth Behrs
- Kat Dennings
- Patricia Arquette
- Thomas Lennon
- Cote de Pablo
- Lisa Edelstein
- Eric Christian Olsen
- Amy Adams
- Kevin Connolly
- Adrian Grenier
- Jerry Ferrara
- Gabrielle Union
- Portia de Rossi
- Bellamy Young
- Sarah Hyland
- Ginnifer Goodwin
- Gina Rodriguez
- Rainn Wilson

## Nominace a vítězové

### Filmy
| Nejoblíbenější film | Nejoblíbenější akční film |
| --- | --- |
| - Zloba – Královna černé magie - 22 Jump Street - Kapitán America: Návrat prvního Avengera - Strážci Galaxie - X-Men: Budoucí minulost | - Divergence - Amazing Spider-Man 2 - Kapitán America: Návrat prvního Avengera - Strážci Galaxie - X-Men: Budoucí minulost             |
| Nejoblíbenější komedie | Nejoblíbenější drama |
| - 22 Jump Street - Dovolená za trest - Falešní poldové - Sousedi - Jedna za všechny | - Hvězdy nám nepřály - Dárce - Nebe existuje - Zůstaň se mnou - Noe                                                                    |
| Nejoblíbenější filmový herec | Nejoblíbenější filmová herečka |
| - Robert Downey Jr. - Hugh Jackman - Brad Pitt - Channing Tatum - Mark Wahlberg | - Jennifer Lawrenceová - Scarlett Johansson - Angelina Jolie - Melissa McCarthy - Emma Stoneová                                        |
| Nejoblíbenější herec v akčním filmu | Nejoblíbenější herečka v akčním filmu                                                                                                  |
| - Chris Evans - Hugh Jackman - Liam Neeson - Mark Wahlberg - Denzel Washington | - Jennifer Lawrenceová - Scarlett Johansson - Angelina Jolie - Shailene Woodley - Zoe Saldana                                          |
| Nejoblíbenější komediální herec | Nejoblíbenější komediální herečka |
| - Adam Sandler - Zac Efron - Jonah Hill - Seth Rogen - Channing Tatum | - Melissa McCarthy - Drew Barrymoreová - Cameron Diaz - Tina Fey - Charlize Theron                                                     |
| Nejoblíbenější herec v dramatu | Nejoblíbenější herečka v dramatu |
| - Robert Downey Jr. - Matt Damon - Ben Affleck - George Clooney - Brad Pitt | - Chloë Grace Moretz - Emma Stoneová - Meryl Streep - Reese Witherspoonová - Shailene Woodley                                          |
| Nejoblíbenější filmové duo | Nejoblíbenější rodinný film |
| - Shailene Woodley & Theo James, Divergence - Chris Evans & Scarlett Johansson, Kapitán America: Návrat prvního Avengera - Andrew Garfield & Emma Stoneová, Amazing Spider-Man 2 - Jonah Hill & Channing Tatum, 22 Jump Street - Shailene Woodley & Ansel Elgort, Hvězdy nám nepřály | - Zloba – Královna černé magie - Alexandr a jeho opravdu hodně špatný a příšerně blbý den - Jak vycvičit draka 2 - LEGO příběh - Rio 2 |

### Televize
| Nejoblíbenější televizní seriál | Nejoblíbenější komediální seriál |
| --- | --- |
| - Teorie velkého třesku - Hra o trůny - Námořní vyšetřovací služba - Bylo, nebylo - Živí mrtví | - Teorie velkého třesku - 2 Socky - Taková moderní rodinka - Máma - Nová holka                                                                        |
| Nejoblíbenější dramatický seriál | Nejoblíbenější Sci-Fi/Fantasy seriál |
| - Chirurgové - Chicago Fire - Panství Downton - Pomsta - Skandál | - Kráska a zvíře - Agenti S.H.I.E.L.D. - Bylo, nebylo - Lovci duchů - Upíří deníky                                                                    |
| Nejoblíbenější krimi drama | |
| - Castle na zabití - Sběratelé kostí - Myšlenky zločince - Mentalista - Námořní vyšetřovací služba | |
| Nejoblíbenější herec v komediálním seriálu | Nejoblíbenější herečka v komediálním seriálu |
| - Chris Colfer - Ty Burrell - Jesse Tyler Ferguson - Ashton Kutcher - Jim Parsons | - Kaley Cuoco-Sweeting - Zooey Deschanel - Melissa McCarthy - Amy Poehlerová - Sofía Vergara                                                          |
| Nejoblíbenější herec v dramatickém seriálu | Nejoblíbenější herečka v dramatickém seriálu |
| - Patrick Dempsey - Justin Chambers - Taylor Kinney - Dax Shepard - Jesse Williams | - Ellen Pompeo - Alyssa Milano - Hayden Panettiere - Emily VanCamp - Kerry Washington                                                                 |
| Nejoblíbenější herec v krimi drama seriálu | Nejoblíbenější herečka v krimi drama seriálu |
| - Nathan Fillion - David Boreanaz - Kevin Bacon - Shemar Moore - Simon Baker | - Stana Katic - Emily Deschanelová - Lucy Liu - Mariska Hargitay - Robin Tunney                                                                       |
| Nejoblíbenější herec vSci-Fi/Fantasy seriálu | Nejoblíbenější herečka v Sci-Fi/Fantasy seriálu |
| - Misha Collins - Jensen Ackles - Jared Padalecki - Ian Somerhalder - Paul Wesley | - Kristin Kreuk - Nina Dobrev - Ginnifer Goodwin - Jessica Lange - Jennifer Morrison                                                                  |
| Nejoblíbenější komedie kabelové televize | Nejoblíbenější drama kabelové televize |
| - Melissa a Joey - Tři kluci a nemluvně - Město žen - Předstírání - Mladí a hladoví | - Prolhané krásky - Batesův motel - Rizzoli & Isles: Vraždy na pitevně - Zákon gangu - Temný případ                                                   |
| Nejoblíbenější Sci-Fi/Fantasy seriál kabelové televize | Nejoblíbenější herec z kabelové televize |
| - Cizinka - American Horror Story - Pán času - Hra o trůny - Živí mrtví | - Matt Bomer - Sean Bean - Eric Dane - Charlie Hunnam - William H. Macy                                                                               |
| Nejoblíbenější herečka z kabelové televize | Nejoblíbenější televizní drama-komedie |
| - Angie Harmon - Kristen Bellová - Ashley Benson - Courteney Cox - Lucy Hale | - Holky za mřížemi - Nešika - Shameless - Kravaťáci - Ve službách FBI                                                                                 |
| Nejoblíbenější soutě | Nejoblíbenější televizní ikona |
| - The Voice - Amerika má talent - Dancing with the Stars - Pekelná kuchyně - MasterChef | - Betty Whiteová - Tim Allen - Mark Harmon - Katey Sagal - Tom Selleck                                                                                |
| Nejoblíbenější moderátor denní talk show | Nejoblíbenější moderátor noční talk show |
| - Ellen DeGeneres - Steve Harvey - Queen Latifah - Kelly Ripa & Michael Strahan - Rachael Ray | - Jimmy Fallon - Craig Ferguson - Jimmy Kimmel - David Letterman - Conan O'Brien                                                                      |
| Nejoblíbenější televizní duo | Nejoblíbenější postava, která nám chybí |
| - Nina Dobrev & Ian Somerhalder, Upíří deníky - David Boreanaz & Emily Deschanelová, Sběratelé kostí - Ginnifer Goodwin & Josh Dallas, Bylo, nebylo - Jared Padalecki & Jensen Ackles, Lovci duchů - Nathan Fillion & Stana Katić, Castle na zabití | - Dr. Cristina Yang, Chirurgové - Lance Sweets, Sběratelé kostí - Hershel Greene, Živí mrtví - Leslie Shay, Chicago Fire - Neal Cassidy, Bylo, nebylo |
| Nejoblíbenější herec v novém televizním seriálu | Nejoblíbenější herečka v novém televizním seriálu |
| - David Tennant - Benjamin McKenzie - Dylan McDermott - Laurence Fishburne - Scott Bakula | - Viola Davis - Debra Messing - Jada Pinkett Smith - Octavia Spencer - Téa Leoni                                                                      |
| Nejoblíbenější sketchová komedie | Nejoblíbenější animovaný seriál |
| - Saturday Night Live - Drunk History - Amyino plodné lůno - Key & Peele - Kroll Show | - Simpsonovi - Americký táta - Bobovy burgery - Griffinovi - Městečko South Park                                                                      |
| Nejoblíbenější nová televizní komedie | Nejoblíbenější nové televizní drama |
| - Jane the Virgin - Od A do Z - Bad Judge - Black-ish - Cristela - Vezmi si mě - The McCarthys - Případy pro Laura - Mulaney - Selfie | - The Flash - Constantine - Forever - Gotham - Vražedná práva                                                                                         |

### Hudba
| Nejoblíbenější mužský umělec | Nejoblíbenější ženský umělec |
| --- | --- |
| - Ed Sheeran - Blake Shelton - John Legend - Pharrell Williams - Sam Smith                                                                                                   | - Taylor Swift - Beyoncé - Iggy Azalea - Katy Perry - Sia                                                                             |
| Nejoblíbenější skupina | Nejoblíbenější průlomový umělec |
| - Maroon 5 - Coldplay - Imagine Dragons - One Direction - OneRepublic | - 5 Seconds of Summer - Charli XCX - Fifth Harmony - Meghan Trainor - Sam Smith                                                       |
| Nejoblíbenější mužský country umělec | Nejoblíbenější ženský country umělec                                                                                                  |
| - Hunter Hayes - Luke Bryan - Tim McGraw - Brad Paisley - Blake Shelton | - Carrie Underwood - Faith Hill - Lucy Hale - Miranda Lambert - Dolly Parton                                                          |
| Nejoblíbenější country skupina | Nejoblíbenější popový umělec |
| - Lady Antebellum - The Band Perry - Florida Georgia Line - Rascal Flatts - Zac Brown Band                                                                                   | - Taylor Swift - Beyoncé - Jennifer Lopez - Jessie J - Sia                                                                            |
| Nejoblíbenější hip-hopový umělec | Nejoblíbenější R&B umělec |
| - Iggy Azalea - Drake - Jay-Z - Nicki Minaj - T.I. | - Pharrell Williams - Chris Brown - Jennifer Hudson - John Legend - Usher                                                             |
| Nejoblíbenější písnička | Nejoblíbenější album |
| - „Shake It Off", Taylor Swift - „All About That Bass", Meghan Trainor - „Bang Bang", Jessie J s Arianou Grande & Nicki Minaj - „Maps", Maroon 5 - „Stay with Me", Sam Smith | - X, Ed Sheeran - G I R L, Pharrell Williams - Ghost Stories, Coldplay - In the Lonely Hour, Sam Smith - My Everything, Ariana Grande |